# Ukonkivi
Ukonsaari je otok u jezeru Inari, Finska Laponija. Otok se sastoji od stijene Ukonkivi ("Ukkova stijena"). Inari Sami ime za otok je Äijih. Područje jezera zove se Ukonselkä. Ukonkivi su lokalni Inari Sami smatrali izuzetno važnim sieidijem (sveta prirodna formacija), a korištena je kao žrtveno mjesto, možda još u 19. stoljeću. Imena "Ukko" i "Äijih" odnose se na božanstva neba u finskoj i samskoj mitologiji.
Otok je visok oko 30 metara, širok 50 metara, a dugačak 100 metara. Udaljenost od sela Inari do Ukonkivija je otprilike 11 km. Postoje vođeni obilasci do mjesta tijekom ljeta iz luke Sami muzeja, Siida .
Dva su poznata siedija u Ukonsaariju. Prva koja je proučavana bila je žrtvena pećina. Jedno od najvažnijih arheoloških otkrića u Laponiji napravio je u Ukonkiviju 1873. britanski arheolog Sir Arthur Evans, kada je u spilji pronađen komadić srebrnog nakita. Dodatni siedi otkrili su 2007. finski arheolozi  . 
Imena nekih od brojnih otoka uz Ukonsaari mogu upućivati na druga vjerska mjesta, na primjer:
- Palo Ukko (finski: Vatra-Ukko)
- Pikku Ukko (Mali Ukko)
- Ukonkarit (Ukkove škrape, niz otočića u blizini Ukonsaarija)
- Hautuumaasaari (Grobni otok)
- Aviosaaret (Bračni otoci)
- Tissikivisaari (otok Prsa-stone)
- Junttisaari (Juntti je složena riječ koja otprilike znači jarem ili seljak.[2])
- Vanha hautuumaasaari (Otok starog groblja)
- Ristisalmensaaret (Križni zvučni otoci)

## Daljnje čitanje
- Ukonsaari. nationalparks.fi. Metsähallitus. Pristupljeno 9. studenoga 2016. (Dead link, March 1st, 2021)
- Some archeological sites of Finland  Arhivirana inačica izvorne stranice od 16. srpnja 2011. (Wayback Machine) Archived 2011-07-16 at the Wayback Machine(Dead link, March 1st, 2021)
- Picture of Ukonsaari  Arhivirana inačica izvorne stranice od 1. veljače 2011. (Wayback Machine) Archived 2011-02-01 at the Wayback Machine(Dead link, March 1st, 2021)